# Meiosimyza discolor
Meiosimyza discolor är en tvåvingeart som först beskrevs av Cresson 1920.  Meiosimyza discolor ingår i släktet Meiosimyza och familjen lövflugor. Inga underarter finns listade i Catalogue of Life.